# Cantón de Montbazon
El cantón de Montbazon era una división administrativa francesa, que estaba situada en el departamento de Indre y Loira y la región de Centro-Valle de Loira.

## Composición
El cantón estaba formado por siete comunas:
- Artannes-sur-Indre
- Montbazon
- Monts
- Pont-de-Ruan
- Sorigny
- Veigné
- Villeperdue

## Supresión del cantón de Montbazon
En aplicación del Decreto n.º 2014-179 de 18 de febrero de 2014, el cantón de Montbazon fue suprimido el 22 de marzo de 2015 y sus 7 comunas pasaron a formar parte del nuevo cantón de Monts.